# Robert Luterek
Robert Luterek (ur. 18 sierpnia 1931 w Białej Podlaskiej, zm. 8 marca 2005 w Poznaniu) – polski entomolog.

## Życiorys
W 1955 uzyskał stopień inżyniera, a w 1958 magistra na Akademii Rolniczej w Poznaniu. W 1964 obronił tam doktorat, w 1968 habilitował się, w 1976 został profesorem nadzwyczajnym, a w 1995 profesorem zwyczajnym. Od 1972 do 1980 był przewodniczącym i wiceprzewodniczącym Zespołu Dydaktyczno-Wychowawczego MNSWiT, od 1973 do 1978 członek Rady Naukowej Komitetu Pomocy Naukowych, wieloletni członek Polskiego Towarzystwa Entomologicznego. W latach 1972–1975 i 1979-1980 pełnił funkcję prorektora, w latach 1975-1979 był wicedyrektorem Instytutu Ochrony Lasu. Od 1978 do 1984 był radnym Miejskiej Rady Narodowej w Poznaniu. Od 1994 do 2001 kierował Katedrą Entomologii Leśnej UP w Poznaniu. 

## Praca naukowa
Robert Luterek zajmował się entomologią leśną, badał wpływ zabiegów chemicznych na pożyteczną entomofaunę oraz nawożenia mineralnego i jakości pokarmu na rozwój szkodników leśnych. Interesowały go zagadnienia gradologii w lasach, m.in. w drzewostanach popożarowych. Zajmował się prognozowaniem w ochronie lasu, aklimatyzacją, introdukcją i restytucją rodzimych i obcych pasożytów oraz ich biologią i ekologią. Dorobek naukowy stanowi ponad 150 publikacji, w tym 10 podręczników i skryptów. 

## Odznaczenia
- Krzyż Kawalerski Orderu Odrodzenia Polski;
- Złoty Krzyż Zasługi.